# 埃内斯特·肖松
阿梅代-埃内斯特·肖松（法語：Amédée-Ernest Chausson，法語發音：[amede ɛʁnɛst ʃosɔ̃]；1855年1月20日—1899年6月10日），法國作曲家。

## 生平
肖松1855年生于巴黎一个富裕的商人家庭。10岁时听到瓦格纳的歌剧《特里斯坦与伊索尔德》，对音乐产生兴趣，但在家庭的压力下入大学攻读法律，并成为律师。1879年，他决心从事音乐创作，入巴黎音乐学院师从弗兰克和马斯内。1886年，肖松当选为国家音乐协会的秘书。由于家境富裕，他常常在经济上支持贫困的作曲家，肖松的家也成为巴黎著名的艺术沙龙。1899年，肖松由于自行车故障，撞上一堵砖墙，不幸逝世于伊夫林省的利迈。

## 音乐
肖松在音乐上主要受到瓦格纳和弗兰克的影响。他用十年时间创作了瓦格纳风格的歌剧《亚瑟王》，但上演并不成功。在器乐创作上，他主要遵循弗兰克的道路。肖松的作品常常高度半音化，充满色彩丰富的和声，华美的旋律和精巧的配器，并常用循环主题手法。

## 代表作品
- Op.2，七首歌曲（1879-1882）
- Op.3，g小调钢琴三重奏（1881）
- Op.5，薇薇安，交响诗（1882-1887）
- Op.12，三首经文歌（1886）
- Op.16，三首经文歌（1888-1891）
- Op.19，爱和海之诗（1882-1893）
- Op.20，降B大调交响曲（1889-90）
- Op.21，D大调协奏曲（1889-91）
- Op.23，亚瑟王，三幕歌剧（1886-95）
- Op.24，梅特林克歌曲（1893-1896）
- Op.25，音诗，小提琴与乐队（1896）
- Op.26，四首钢琴舞曲（1896）
- Op.28，莎士比亚歌曲（1890-1897）
- Op.30，A大调钢琴四重奏（1897）
- Op.32，节庆的声音，交响诗（1897-1898）
- Op.34，两首魏尔兰歌曲（1898）
- Op.35，c小调弦乐四重奏（1897-1899）
- Op.37，永恒之歌（1898）